# 布利斯埃贝尔桑
布利斯埃贝尔桑（法語：Blies-Ébersing，法語發音：[bliz ebɛʁsɛ̃]；洛林法兰克语：Ebersinge）是法国摩泽尔省的一个市镇，属于萨尔格米讷区。

## 地理
布利斯埃贝尔桑（49°7'27"N, 7°8'43"E）面积5.24 平方千米，位于法国大東部大區摩泽尔省，该省份为法国东北部内陆省份，是洛林的一部分，西南接默尔特-摩泽尔省，东临下莱茵省，北与卢森堡和德国接壤。
与布利斯埃贝尔桑接壤的市镇（或旧市镇、城区）包括：布利斯布吕克、弗劳恩贝格、萨尔格米讷、萨兰斯曼、维斯维莱尔。
布利斯埃贝尔桑的时区为UTC+01:00、UTC+02:00（夏令时）。

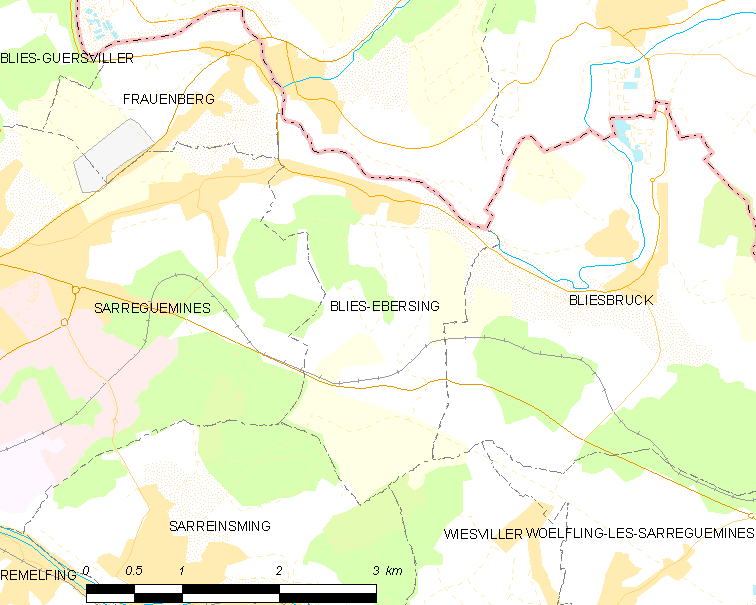
布利斯埃贝尔桑的OSM定位图

## 行政
布利斯埃贝尔桑的邮政编码为57200，INSEE市镇编码为57092。

## 政治
布利斯埃贝尔桑所属的省级选区为萨尔格米讷县。

## 人口

1962-2008年间布利斯埃贝尔桑人口变化图示

布利斯埃贝尔桑于2022年1月1日时的人口数量为600人。